# John Wittig
John Wittig, född 22 oktober 1923, död 23 oktober 1987, var en dansk skådespelare.

## Filmografi (urval)
- 1953 – Kärlekskarusell
- 1958 – Kvinnlig spion 503
- 1962 – Landsbylægen
- 1962 – Maskerad agent
- 1965 – Slå först Freddie!
- 1969 – Balladen om Carl-Henning
- 1986 – Tommelskruen
- 1987 – Pelle Erövraren